# Ariznavarra
Ariznavarra (oficialmente y en euskera Ariznabarra) es un barrio de Vitoria, situado al suroeste de la ciudad.

## Situación
Ariznabarra forma un triángulo con base en la vía del tren, que le separa del barrio de San Martín al norte. Al sur se sitúa el barrio y pueblo de Armentia y de Mendizorroza, que también la limita por el este. Por el oeste se encuentra el nuevo barrio de Zabalgana.

## Historia
Ariznabarra surgió, como otros barrios de Vitoria, en la década de 1960, donde la llegada de cientos de trabajadores del resto de España a trabajar a Vitoria, hicieron crecer exponencialmente la ciudad y construir nuevos barrios, como Zaramaga o Arana, construidos sobre la base de las ideas del desarrollismo de los años 60, en donde imperaba más construir de forma rápida sin tener mucho en cuenta las razones estéticas. Es por ello que la parte vieja del barrio, con edificios de 4 y 5 alturas, es muy uniforme y sus viviendas se parecen a las de otros barrios vitorianos que ya se han señalado.
La segunda parte de su expansión, se dio en la década de los 80, y responde a una tipología diferente. Son edificios más estéticos, con apartamentos y viviendas de mayor tamaño, a menudo cerrados en bloques de comunidades. También en esto se parece a otros barrios que se levantaron en esta década como Santa Lucía.
Actualmente es un barrio residencial que, debido a la expansión de Vitoria por el oeste, está dejando de ser periférico. Eminentemente residencial, posee pequeño comercio y también un hipermercado de mediano tamaño.

## Listado de calles
Muchas de ellas toman nombres de Castillos que existen o existieron en la provincia de Álava.
- Castillo de Villamonte
- Castillo de Buradón
- Etxezarra
- Castillo de Arechaga
- Castillo de Lantarón
- Castillo de Astúlez
- Castillo de Assa
- Teodoro de Zárate
- Castillo de Záitegui
- Castillo de Portilla
- Castillo de Quejana
- Castillo El Toro
- Castillo de Bernedo
- Paseo de Antonia (Rotonda de La Antonia)
- Portal de Castilla
- Castillo de Arlucea
- Castillo de Mendilucia
- Castillo de Guevara
- Ariznabarra
- Castillo de Fontecha
- Ariznabarreta
- Castillo de Ocio
- Castillo de San Adrián
- Particular de Areitio
- Felicias de Olave
- Calzadas
- Uralmendi
- Plaza Castillo de Astúlez
- Castillo de Esquíbel

## Edificios e instalaciones
- Centro cívico de Ariznabarra: Posee un rocódromo de los más antiguos de España.[1]
- Residencia de ancianos Ariznabarra
- Campo de fútbol, donde juega el CD Ariznabarra
- Colegio de educación infantil Ariznabarra
- Colegio concertado Hogar San José
- Colegio público Miguel de Cervantes

## Transporte
Las líneas 1 y 10 de Autobús Urbano tocan el barrio, pero apenas se adentran en él.
| línea | Nombre             | Destino Sentido Ida             | Destino Sentido Vuelta         | Estaciones en el barrio |
| ----- | ------------------ | ------------------------------- | ------------------------------ | --- |
|       | PERIFÉRICA         | Zaramaga/CC Bulevar             | Mendizorroza                   | Castillo Fontecha/Castilla/Castillo Ocio/Etxezaharra                                                                                 |
|       | PERIFÉRICA         | Mendizorroza (circular)         | Zaramaga/CC Bulevar (circular) | Castillo Fontecha/Etxezaharra/Castillo Ocio/Castilla                                                                                 |
|       | LAKUA-MARITURRI    | Zabalgana Reina Sofía 10        | Lakua Donosti 25               | Castilla 36/Etxezaharra/80/120 Castilla 107/67/47/Prado                                                                              |
|       | Salburúa-Zabalgana | Zabalgana (Barrio de Mariturri) | Salburua                       | Castilla 36/Etxezaharra, Castillo Fontecha/Castilla/Ocio/Etxezaharra. Castillo Fontecha/Etxezaharra/Ocio/Castilla, Castilla 47/Prado |